# Liczby piramidalne
Liczby piramidalne – w sensie szerokim są to liczby naturalne {\displaystyle k,} takie że z {\displaystyle k} kul daje się zbudować ostrosłup o podstawie będącej wielokątem foremnym.
- liczby czworościenne – gdy ostrosłup jest czworościanem foremnym {\displaystyle k={\frac {n(n+1)(n+2)}{6}}={n+2 \choose 3}}
- gdy ostrosłup ma w podstawie kwadrat: {\displaystyle k=\sum _{j=1}^{n}j^{2}={\frac {(n^{2}+n)(2n+1)}{6}}={\frac {2n^{3}+3n^{2}+n}{6}}}
- gdy ostrosłup ma w podstawie pięciokąt foremny: {\displaystyle k={\frac {n^{2}(n+1)}{2}}}
- gdy ostrosłup ma w podstawie sześciokąt foremny: {\displaystyle k={\frac {n(n+1)(4n-1)}{6}}}
- gdy ostrosłup ma w podstawie siedmiokąt foremny: {\displaystyle k={\frac {n(n+1)(5n-2)}{6}}}
- gdy ostrosłup ma w podstawie p-kąt foremny: {\displaystyle k={\frac {n(n+1)[(p-2)(n-1)+3]}{6}}}

Liczby piramidalne w sensie wąskim (sensu stricto) to ten drugi typ.